# Kip Carpenter
Kip Carpenter (* 30. dubna 1979 Kalamazoo, Michigan) je bývalý americký rychlobruslař.
Prvních závodů Světového poháru se zúčastnil v roce 1999, o rok později debutoval na Mistrovství světa na jednotlivých tratích (500 m – 13. místo). V roce 2002 byl sedmý na sprinterském světovém šampionátu, největšího úspěchu své kariéry dosáhl na Zimních olympijských hrách 2002, kde vybojoval bronzovou medaili ze závodu na 500 m; kromě toho byl na dvojnásobné distanci čtvrtý. V následujících letech bylo jeho nejlepším umístěním páté místo na Mistrovství světa ve sprintu 2004. Na zimní olympiádě 2006 dosáhl v závodě na 500 m 26. místa. V dalších dvou sezónách se umístil nejlépe sedmý v závodě na 1000 m na Mistrovství světa na jednotlivých tratích 2007. Poslední závody absolvoval na jaře 2008.